# مونوسولنیوم
مونوسولنیوم تنروم یک گونه علف هرز از جگر است که در شرق آسیا یافت می‌شود. این تنها گونه از جنس مونوسولنیوم و خانواده مونوسولنیوسیا است.

## بوم‌شناسی
مونوسولنیوم تنروم یک گیاه خشکی‌زی است که در خاک‌های مرطوب و سایه‌دار رشد می‌کند و گاهی با Marchantia palmata همراه است. این گونه پراکنش آسیای شرقی دارد. در شرق هند (آسام، هیماچال پرادش، و اوتاراکند)، نپال، چین (شمال غربی سیچوان، گوانگدونگ، و ماکائو)، تایوان، و همچنین یافت شده‌است. جزایر ریوکیو، ژاپن و هاوایی. تمام مناطقی که گیاه در آن رشد می‌کند، مناطق نیمه گرمسیری یا معتدل با زیستگاه‌های مزیک هستند که در آن رطوبت کافی وجود دارد. شاید به این دلیل است که این گونه در چنین محل‌هایی رشد می‌کند که تالوس (جسم گیاه) ساده شده‌است، زیرا به نظر می‌رسد آناتومی داخلی محفظه‌ای سایر مارچانتیال‌ها با آب و هوای با خشک شدن دوره‌ای و منبع آب غیرقابل اطمینان سازگار است.
این گونه قادر به بهره‌برداری از سطوح بالای نیتروژن در خاک سطحی برای دستیابی به تسلط محلی است؛ بنابراین در مناطقی که انسان در آن زندگی می‌کند، جایی که سطوح نیتروژن به‌طور مصنوعی افزایش یافته‌است، مانند استفاده از کود، بیشتر رایج است. وقوع در طبیعت نادر است، اما گیاهان در مناطق پرجمعیت غیر معمول نیستند. شوستر یادداشت می‌کند:
| « | در ژاپن شیوع این گونه در روستاها در دهه‌های اخیر کاهش یافته‌است - پس از پذیرش لوله‌کشی مدرن. هنگامی که حریم قدیمی رایج بود، مونوسولنیوم یک «علف هرز» رایج بود، به عنوان مثال. در اطراف خلوت‌ها در حاشیه معبد خزه ای در کیوتو … و در مناطق مسکونی. ظاهراً این گیاه به سختی «وحشی» است و همیشه به نظر می‌رسد که با انسان مرتبط است - بسیار شبیه به آن یکنوع دیگر آسیای شرقی، جینکو بیلوبا. جالب است که این گیاه، «از بین رفته» برای چندین دهه، در خاک بارور شده در گلخانه ای در مونیخ ظاهر شد و به گوبل این فرصت را داد که تاکسون را به دقت بررسی کند. | » |

مونوسولنیوم به عنوان یک گونه آسیب‌پذیر در ژاپن در فهرست قرمز قرار گرفته‌است. همچنین در هند بسیار نادر است، جایی که در ارتفاعات بین ۵۵۰ تا ۱۰۰۰ متر در زیر هیمالیا به دلیل تخریب زیستگاه محدود شده‌است. با این حال، مونوسولنیوم در سایر کشورهایی که در آن وجود دارد رایج است.

## مصارف اقتصادی
گیاهی که با نام مونوسولنیوم تنروم فروخته می‌شود و معمولاً پلیا نامیده می‌شود، به عنوان یک گیاه آکواریوم آب شیرین توسط تروپیکا محبوب شده‌است و اکنون با نام مونوسولنیوم تنروم به فروش می‌رسد. یک گیاه شبیه به ظاهر، که در سرگرمی به عنوان " Süsswassertang " شناخته می‌شود، اغلب با نام‌های Round Pellia یا Round پلیا فروخته می‌شود، اما هیچ‌یک از این نام‌ها صحیح نیست. Süsswassertang در حال حاضر به عنوان گامتوفیت گونه ای از سرخس‌ها از جنس Lomariopsis شناخته می‌شود.